# Suore domenicane della Congregazione di Nostra Signora del Sacro Cuore
Le suore domenicane della Congregazione di Nostra Signora del Sacro Cuore (in inglese Dominican Sisters of the Congregation of Our Lady of the Sacred Heart) sono un istituto religioso femminile di diritto pontificio: le suore di questa congregazione pospongono al loro nome la sigla O.P.

## Storia
Le origini della congregazione risalgono alla comunità di sei suore fatte giungere a Jacksonville nel 1873 dal vescovo di Alton, Peter Joseph Baltes, dal convento di Santa Caterina di Springfield: nel 1875 le domenicane di Jacksonville aprirono un noviziato e il 12 marzo 1894 si resero indipendenti dalla casa-madre, dando inizio a un istituto autonomo.
La congregazione ricevette il pontificio decreto di lode il 30 aprile 1929 e le sue costituzioni furono approvate definitivamente dalla Santa Sede il 15 febbraio 1938.

## Attività e diffusione
Le domenicane, dedite inizialmente all'istruzione e all'educazione cristiana della gioventù, dal 1938 si occupano anche della cura deglinammalati.
Oltre che negli Stati Uniti d'America, contano case nell'Honduras e in Perù; la sede generalizia è a Grand Rapids, nel Michigan.
Alla fine del 2008 la congregazione contava 267 religiose in 129 case.